# ألونسو كيويتو
ألونسو كيويتو (بالإسبانية: Alonso Cueto)‏ هو صحفي ومؤلف وكاتب بيروفي، ولد في 30 أبريل 1954 في ليما في بيرو.